# Scirtophaca bungei
Scirtophaca bungei är en insektsart som beskrevs av Alexander Fyodorovich Emeljanov 1978. Scirtophaca bungei ingår i släktet Scirtophaca och familjen Dictyopharidae. Inga underarter finns listade i Catalogue of Life.